# Valea Danului
Valea Danului é uma comuna romena localizada no distrito de Argeş, na região de Muntênia. A comuna possui uma área de 31.36 km² e sua população era de 3003 habitantes segundo o censo de 2007.